# Castellano (Sacro Imperio Romano Germánico)

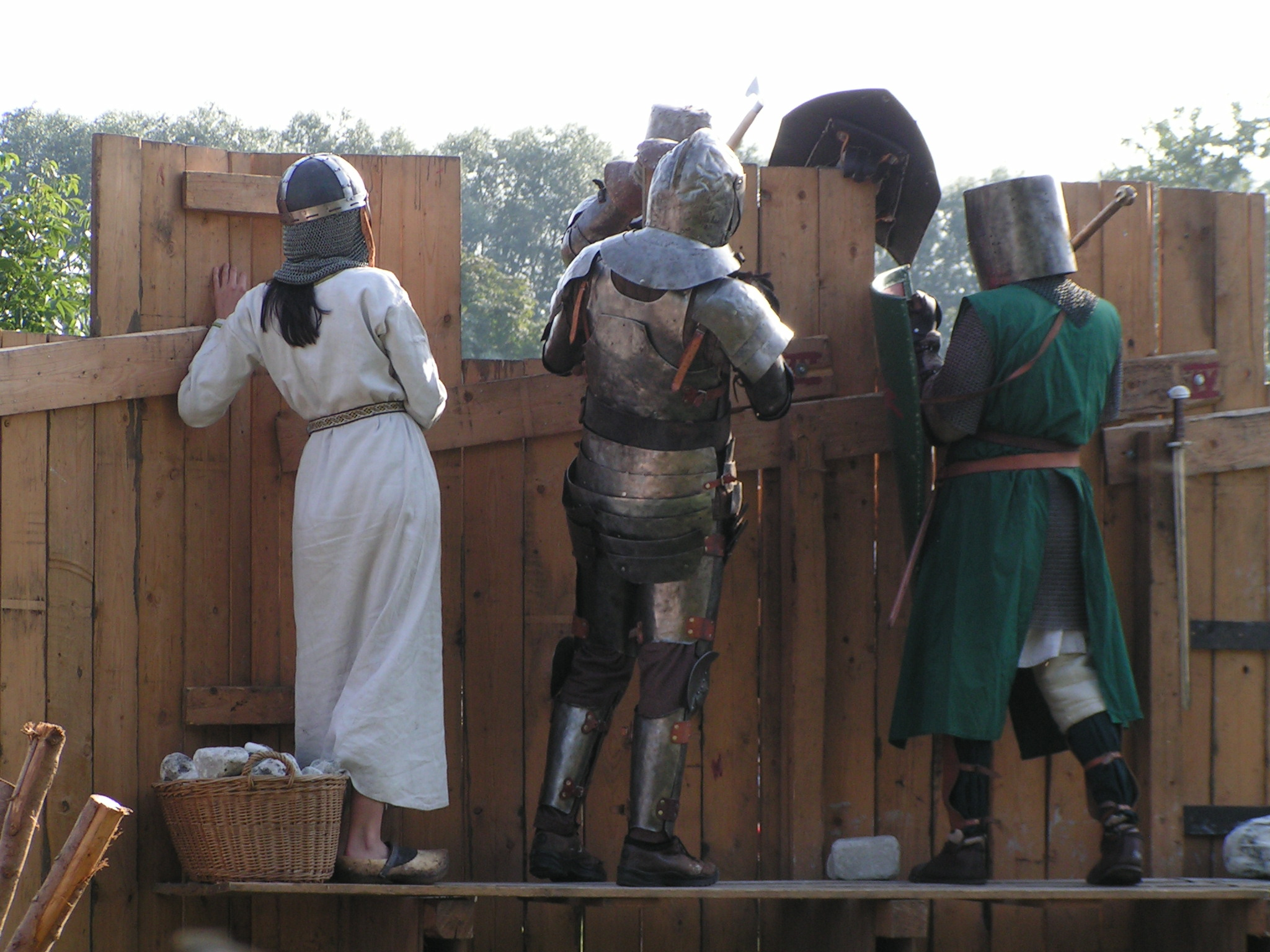
Recreación histórica de la conquista de un castillo durante el evento anual de los Dïas de los Castellanos (Burgmannen-Tage), en Vechta (Westfalia), Alemania, 2006.

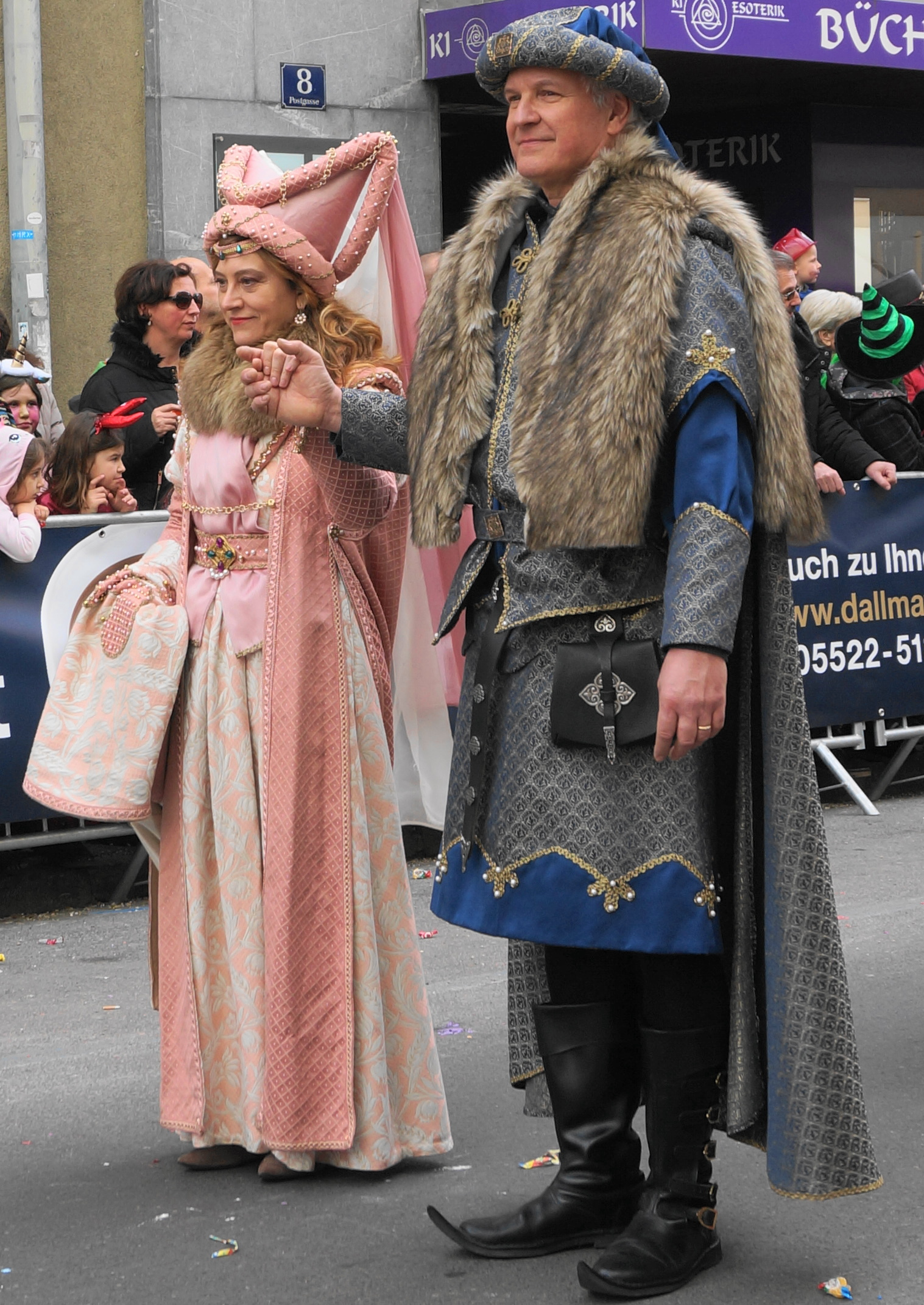
Una pareja austríaca vestida en ropa de gala tradicional de los castellanos mayores (Burgherr y Burgfrau) en la fiesta anual Villacher Fasching, en Villach (Carintia), Austria, 2019.

Los términos alemanes burgherr (lit. ‘señor del castillo’) y burgmann (lit. ‘hombre del castillo’), en latín oppidanus o castrensus, habitualmente traducidos al español como castellano, se refieren a títulos ostentados por los castellanos del Sacro Imperio Romano Germánico —en su mayoría patricios— que muchas veces, junto a otros castellanos de la ciudad o de la villa, se convirtieron en regidores de la misma, formando entre ellos el concejo municipal (como fue el caso del patriciado de Núremberg).
En algunas partes, el poder de los castellanos era tal que generaba tensiones y hasta conflictos armados con la nobleza tradicional, cuyos miembros dentro del sistema feudal germánico se consideraban los legítimos señores de sus dominios, por lo que esperaban seguir cobrando parte de los impuestos y los derechos que les correspondían. Los castellanos, en cambio (a partir del cisma con los burgraves), solo se veían obligados a pagar impuestos a las arcas imperiales (de los que luego estarían exentos por su posición), constituyendo la base de lo que llegaría a llamarse ciudad imperial libre. En la Franconia de los Hohenzollern, por ejemplo (tras la caída de los Hohenstaufen), el papel de los castellanos en la vida civil cobraba cada vez más importancia a costa de los burgraves, condición que dio lugar a varios conflictos armados.
Hacia finales de la Edad Media y a lo largo del siglo XV, el cargo de burgmann se iría desapareciendo, convirtiéndose en un estatus social.

## Etimología
Tanto burgherr y burgmann como burggraf (en español, burgrave, lit. 'conde del castillo') son términos basados en la palabra Burg (castillo), aunque dentro del sistema nobiliario su significado iba cambiando según la época. Las villas desarrolladas en torno a estos castillos y defendidas por ellos recibían en el marco del Sacro Imperio la antigua definición de burgo (palabra que aún forma parte del nombre de muchas ciudades y municipios, sobre todo como sufijo; en español se podría traducirse en ‘castellanía’). Otra palabra que comparte raíces con estos términos es «burguesía», indicando hasta el día de hoy la clase de la baja nobleza.
Los primeros bugherren (los antiguos señores del castillo) ostentaban el título de burgrave, con el que se les concedía el territorio en feudo, y que con el tiempo se transformó en importante título de nobleza. En los conflictos ganados por ellos contra las ciudadanías lideradas por los burgmannen (forma plural tradicional; en alemán moderno, Burgmänner), el estatus de la villa se elevaba de una castellanía a un burgraviato (entidad correspondiente a una baronía o, en el caso de los más grandes, un condado), siendo ellos sus señores y por ende con derecho a cobrar impuestos a sus habitantes. Esto fue el caso del burgraviato de Núremberg.

## Historia
En los siglos XII-XIII, se usaba el término burgmann para designar a los caballeros ministeriales y miembros de la baja nobleza, a los que se encomendaba la custodia de un castillo (principalmente, su vigilancia y defensa). En algún momento, el término dentro del Sacro Imperio llegó a ser sinónimo de caballero. Con el tiempo, varios burgmannen se hacían cargo del mismo castillo, residiendo todos en él o en sus proximidades, dando origen a los burgmannschaften (sociedades o gremios de castellanos). Cada uno tenía a su servicio personal de clase plebeya, como guardias, cuidadores de caballos y cocineros.
En aquella época, el término burgherr se refería al responsable del territorio defendido por el castillo, quien a menudo ostentaba también el título de burgrave (en latín: castellanus; no confundir con el término español ‘castellano’, más compatible con burgmann). Dado que los castellanos estaban sometidos a una especie de derecho feudal, las disputas legales se litigaban ante el mismo burgrave, dando lugar a una posición de poder similar a la de un margrave (aunque de menor nivel), que alejaría gradualmente a los burgraves de los castellanos y generaría una rivalidad que iría a más hasta protagonizar varios conflictos en los siguientes siglos. El título de burgherr pasaría a aludir al castellano mayor (comandante del castillo), y más adelante a cualquier castellano (más o menos sinónimo de burgmann).

### Estatus y servicio
Originalmente, los castellanos percibían una remuneración por sus servicios de acuerdo con su estatus, además de una vivienda dentro o fuera del castillo, habiendo sido contratados de forma similar a la del personal militar (contratos que podían ser rescindidos por cualquiera de las partes una vez agotado el plazo estipulado). Con el tiempo, al desarrollarse en un sistema cuasifeudal, compatible con la procedencia de muchos de ellos de familias patricias, sus cargos se convertían en hereditarios, al igual que la remuneración – saldada en feudo (Burglehn) y más tarde en una cuota fija anual (Burggeld), que hacia finales del siglo XIII llegaría a suponer aproximadamente los ingresos anuales de cinco a diez fincas agropecuarias. Es además cuando los derechos y deberes del castellano se quedan reflejados en un reglamento, de los primeros de su tipo de la Europa medieval, donde se especifican desde horarios y posiciones hasta el armamento y equipo requeridos para el desempeño del cargo. También se incluye por primera vez el «deber de residencia» (Residenzpflicht), una estipulación que obligaba al señor del castillo a proporcionar a sus burgmannen una vivienda adecuada y gratuita (conocida como Burgmannensitz, Burggut o Burgmanshof) dentro del castillo o en sus inmediaciones.
Los castellanos, sin embargo, no tardarían en intentar eludir el deber de residir permanentemente en el entorno del castillo, solventando la llamada «obligación de permanencia» (Pflicht zur Anwesenheit) proporcionando lansquenetes, una suerte de mercenarios financiados y armados por ellos para hacer cargo de sus cometidos. Esta introducción de personal plebeyo y alejado de las costumbres caballerescas, junto con la transformación de los castillos en fortalezas a finales de la Edad Media, significaría, a la postre, la pronta desaparición de los burgmannen como cargo dentro del Sacro Imperio, pero no de su estatus o dominios (en su mayoría en el entorno del castillo), que seguirían siendo propiedad hereditaria. De este modo se formaba la clase burguesa de las futuras ciudades imperiales libres, de un lado alejada de la nobleza tradicional (contra la que lidió varias contiendas), y del otro, marcando una distinción social y económica con respecto a los demás ciudadanos, incluyendo, a partir de cierto momento, la exención del pago de impuestos imperiales, lo cual les llevaría a apoyar al emperador en sus conflictos con la nobleza.